# John Engler
John Mathias Engler, född 12 oktober 1948 i Mount Pleasant, Michigan, är en amerikansk republikansk politiker. Han var guvernör i delstaten Michigan 1991–2003.
Han växte upp på en farm i den lilla byn Beal City i Isabella County och avlade 1971 examen i jordbruksekonomi vid Michigan State University. Han blev tidigt aktiv inom delstatspolitiken som republikan och gifte sig 1975 med en annan delstatspolitiker, Colleen House. Engler avlade 1981 juristexamen vid Thomas M. Cooley Law School i Lansing. Hustrun Colleen Engler kandiderade utan framgång i republikanernas primärval inför guvernörsvalet 1986. Engler hade redan meddelat att han stöder William Lucas i primärvalet men ändrade sig och stödde sin hustru i stället. Lucas vann primärvalet och förlorade sedan själva guvernörsvalet mot James Blanchard. Englers äktenskap slutade i skilsmässa och han gifte om sig 1990 med Michelle DeMunbrun. Makarna Engler är föräldrar till trillingdöttrarna Margaret Rose, Hannah Michelle och Madeleine Jenny.
Engler besegrade ämbetsinnehavaren James Blanchard i guvernörsvalet 1990 med omval 1994 och 1998. Om valsegern 1990 mot Blanchard var mycket knapp, segrarna mot Howard Wolpe år 1994 och Geoffrey Wieger år 1998 kom med bred marginal. Engler efterträddes 2003 som guvernör av demokraten Jennifer Granholm.
Han var president och vd för den politiska intresseorganisationen Business Roundtable mellan 2010 och 2017.